# Жамел Дебуз
Жамел Дебуз је француско—марокански глумац, комичар и водитељ. Најпознатији је по стенд ап представама. 

## Биографија
Дебуз је рођен у Паризу у Француској. Његова породица из Тазе преселила се у Мароко следеће године. Вратили су се 1979. и населили се у Трапу 1983. године, у париском региону, где је Деббоузе провео остатак детињства. Најстарији је од шесторо браће и сестара.
На железничкој станици у Трапу 17. јануара 1990. године ударио га је воз у пролазу који је возио брзином од 150 км / сат. У несрећи је изгубио функцију десне руке, која је усмртила још једног младића, Жан-Пола Адмета, сина певача Мишела Адмета. Породица жртве тужила је Дебуза због убиства, али је случај одбачен због недостатка доказа. У децембру 2004. године требало је да наступи на сцени на француском острву Реинион одакле је и младић био, али он је отказао долазак, тврдећи да је болестан, јер су родитељи Мишела Адмета организовали демонстрације против његовог доласка.
Његов први јавни наступ је био на радију Нова у емисији званој Le Cinéma de Jamel 1996. и 1997. године. Након тога је глумио у филмовима Зонзон, Чудесна судбина Амелије Пулен, Астерикс и Обеликс:Мисија Клеопатра и Ангел—А. 
Године 2006. је глумио у филму Days of Glory где је био копродуцент. 
У априлу 2008. године је отворио клуб  Le Comedy Club у Паризу где је окупио стенд ап комичаре. 